# Fentonia notodontina
Fentonia notodontina är en fjärilsart som beskrevs av Rothschild 1917. Fentonia notodontina ingår i släktet Fentonia och familjen tandspinnare. Inga underarter finns listade i Catalogue of Life.